# École Decroly
L'École Decroly est une école située à Uccle, fondée en 1907 par Ovide Decroly. L'école est réputée pour sa pédagogie qui s'appuie sur l'éducation nouvelle et les méthodes actives. L'école fait partie du réseau libre subventionné non confessionnel de la Communauté française de Belgique et comprend les trois cycles fondamentaux de l'enseignement : maternel, primaire et secondaire.
Cette école n'est pas à confondre avec l'Institut Médico-Psycho-Pédagogique Decroly, situé également à Uccle au numéro 9 de la Rue du Bambou[pertinence contestée].

## Histoire

### Pédagogie Decroly
En 1901, Ovide Decroly fonde un internat d'enseignement spécial destiné aux enfants irréguliers. Un petit groupe de collègues et d'amis (les Drs Auguste Ley et V. Péchère,  les familles Gérard, Ley, Michel, Snoeck et Schotsmans) ayant suivi la création de l'Institut souhaitent que leurs enfants bénéficient également de la pédagogie du Docteur Decroly. Ainsi naît l’école de l'« Ermitage », qui s'installe non loin de l'institut. Les deux entités collaborent étroitement; toutes deux relèvent de l'enseignement privé, faute de reconnaissance officielle, mais Decroly, soutenu par la Ville de Bruxelles, expérimente l'idée d'instruction populaire qui prépare l'obligation scolaire.

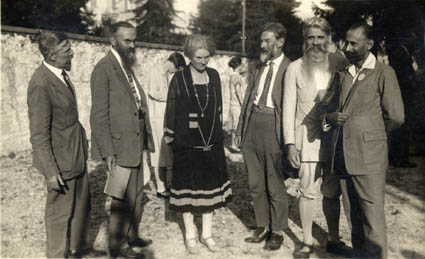
Ovide Decroly, Pierre Bovet, Beatrice Ensor, Edouard Claparède, Paul Geheeb et Adolphe Ferrière, lors d'une conférence de la Ligue internationale pour l'éducation nouvelle

L'école, qui ne compte la première année que sept enfants, se développe et s'organise en groupes couvrant tous les degrés de l'enseignement fondamental. En 1910, naît le premier cycle secondaire. L'année est également marquée par la première impression de l'« Écho de l'école » - journal de l'école rédigé par les enfants et imprimé avec l'aide des parents.
L'École Decroly se démarque déjà à l'époque de l’enseignement classique car l'exploitation des intérêts interdit l'emploi stéréotypé de manuels et de programmes préétablis. L'orientation des cours est  résolument "moderne" (sciences et mathématiques) et  laisse une place au moins égale aux activités manuelles, sportives, artistiques, sociales. Malgré l'intérêt  que leur accorde la bourgeoisie progressiste, l'opinion publique se montre défavorable aux pratiques qui suscitent une hostilité dans le monde enseignant.

### L'évolution de l'école
En 1917, les réunions informelles organisées avec les parents deviennent statutaires par la création du  « Conseil des parents », qui comprend deux délégués par classe et un professeur par degré (douze au total). Les réunions mensuelles sont présidées par Decroly.
En 1921, sous l'impulsion de la Child Health Section aidée par Amélie Hamaïde, une école Decroly voit le jour en Floride.
En 1927, l'école Decroly déménage à la Villa Montana, située Avenue Montana, à Bruxelles. Le milieu associe la forêt à une campagne paysanne. Les quartiers populaires des alentours recensent fermiers, éleveurs et artisans. Lors de son ouverture l'école se nommait d'ailleurs « Pour la vie, par la vie à la campagne ». Celle-ci se polarisant sur l'éducation changea de nom pour devenir l'École Decroly. 
En 1930, apparaît l'ensemble du cycle secondaire.
Durant la Seconde Guerre mondiale, l'école vit un épisode difficile et un noyau de professeurs entre dans la Résistance et anime un journal clandestin. 
En 1956, la première « Journée Decroly » est organisée. Elle permet aux enseignants de se réunir autour d'un thème d'actualité. 
En 1979, l'école adapte les structures de l'enseignement secondaire à sa pédagogie. De la même manière qu'ont été créés les cours auparavant : Observation - mesure (sciences et mathématiques), Association (dans le temps et dans l'espace/histoire-géographie, y compris sciences humaines), Expression abstraite (langues modernes et anciennes, philosophie) et Expression concrète (dessin, techniques graphiques et maquettes), elle propose un système d'options qui préservent une large hétérogénéité des classes

## Pédagogie

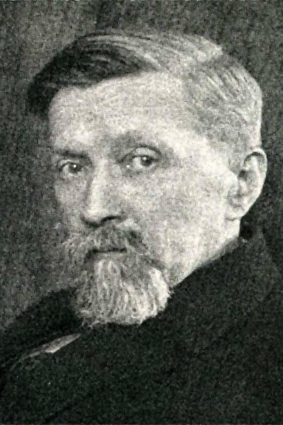
Ovide Decroly (1871-1932)

L'École Decroly pratique la pédagogie active. La méthode du neuropsychiatre Ovide Decroly veut développer l'enfant avec ses propres paramètres (intellectuel, physique et social) en le considérant comme l'acteur de ses apprentissages; dès lors, il l'entraîne dans une démarche inductive (perception globale, analyse et reconstruction raisonnée). L'école s'axe autour des principes suivants : 
- L'enfant est considéré comme un tout, dans sa globalité. Les aspects intellectuels de l'apprentissage sont indissociables des développements physique et social ; ainsi donc des activités d'expression concrète et des activités sociales font partie intégrante du cursus scolaire, à tous âges ;

« Le développement intellectuel de l’enfant se fonde sur l’exploitation coordonnée de trois facultés. La première est l’observation, point de départ de toute activité parce qu’elle assure une prise de contact directe et motivante avec la réalité des choses et des êtres. Vient ensuite l’association qui intègre les faits observés dans les acquis antérieurs et suscite de nouvelles investigations par des comparaisons et par la recherche des hypothèses d’explication. L’expression intervient tout au long du processus de réflexion verbale, graphique et concrète, toujours personnalisée, progressivement affinée. »
- L'organisation de l'enseignement en quatre « centres d'intérêt » : se nourrir, se protéger contre les intempéries, se défendre contre les dangers, travailler et se récréer socialement[5]. Chaque centre d'intérêt est travaillé toute une année scolaire par toute l'école, de la 3e primaire à la deuxième secondaire ;

- L'apprentissage se construit « du concret vers l'abstrait » ; l'observation sur le terrain (soit dans le milieu proche chez les petits puis au travers d'excursions et/ou de voyage) sert, chaque fois que possible, à l'acquisition par la démarche inductive de savoirs et de compétences ;
- L'usage de cahiers et de panneaux muraux élaborés par les élèves remplace les manuels traditionnels. Les recherches personnelles ou en groupe sont fréquentes, l'enseignant restant le garant qu'elles sont cohérentes avec le processus d'apprentissage ;
- Dans le cadre d'une approche globale et pour assurer la diversité de l'expression, chaque classe crée (scénario-dialogues-décors) une pièce de théâtre chaque année ;
- Chaque classe est perçue comme un microcosme démocratique où - comme dans la vie normale - les choses se font et se défont : les erreurs ou fautes doivent être naturellement réparées ;